# Azusa Noa
Azusa Noa (野阿 梓, Noa Azusa), né en 1954 à Fukuoka, est un romancier japonais de science-fiction et de fantasy. 

## Biographie
Né à Fukuoka, dans la préfecture de Fukuoka au Japon, il est diplômé de Seinan Gakuin Daigaku en 1979.
Il fait ses débuts avec un court roman, Hana Kariudo (Le Chasseur de fleurs), publié par S-F Magazine en 1979. Il gagne le premier prix du 5e concours de Hayakawa SF grâce à cette œuvre. 
En 1992, il rencontre Shikiko Yama'ai, l'un des plus importants écrivains Yaoi du Japon. Puis, il publie des critiques aux œuvres Yaoi.
Il est membre du Nihon SF Sakka Club (Le club d'écrivains de science-fiction et de fantasy au Japon).

## Œuvres
- Hana Kariudo (Le Chasseur de fleurs) (花狩人), 1984
- Busō Ongakusai (武装音楽祭), 1984
- Kyō Tenshi (Héros Séraphin) (兇天使, Seraphin Hero), 1986
- Ginga Sekidōsai (銀河赤道祭), 1988
- Baberu no Kaori (La Fleur de Babel) (バベルの薫り), 1991
- Gogatsu Game (五月ゲーム), 1992
- Gekkou no Idola (月光のイドラ), 1993
- Ryokushoku Kenkyuu, Parties 1 et 2 (緑色研究ー上・下), 1993
- Ōgonkyō (黄昏郷), 1994
- Midnight Call (ミッドナイトコール), 1996
- Shōnen Salome (少年サロメ), 1998
- Sodome no Ringo (ソドムの林檎), 2001
- Berurin Seiretsu (Berlin constellation) (伯林星列), 2008